# Kabayan
Kabayan es un municipio filipino de cuarta categoría perteneciente a  la provincia de Benguet en la Región Administrativa de La Cordillera, también denominada Región CAR.

## Geografía
Tiene una extensión superficial de 242.69 km² y según el censo del 2007, contaba con una población de 12.657 habitantes y 2.063 hogares; 13.588 habitantes el día primero de mayo de 2010

### Barangayes
Kabayan se divide administrativamente en 13 barangayes o barrios, 12 de  carácter rural y la población que es urbana.
| - Adaoay - Anchokey - Ballay - Bashoy | - Batan - Duacan - Eddet - Gusaran | - Kabayan, Barrio - Lusod - Pacso - Población (Central) | - Tawangan |

## Lugares de interés

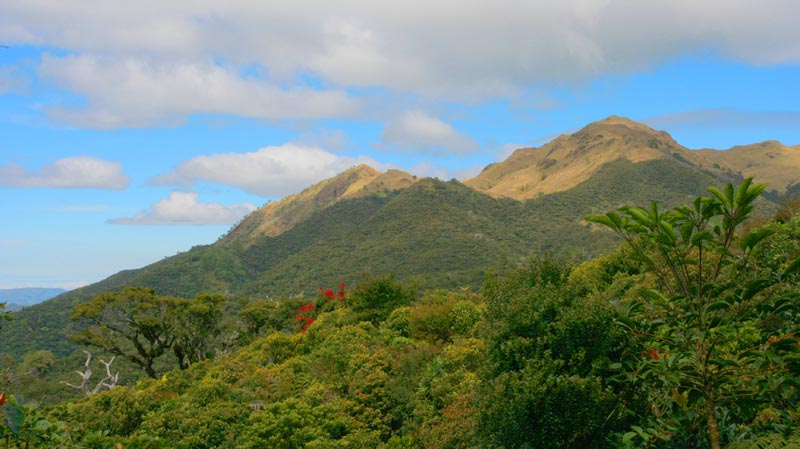
Monte Pulag.

- El imponente Monte Pulag (Bundok Pulag), la tercera montaña más alta del Archipiélago, conocido como  el patio de los dioses Ibaloi, monte  sagrado.[5]

Aparte de la altura y el frío, varios lagos de aguas cristalinas, el bosque de pino cubierto de musgo y los pastizales y las llanuras en la parte superior son las características de esta montaña.
- Enterramientos de Tinongchol, momias enterradas en cuevas donde la roca protege a los restos mortales de la profanación, ya sea humana o animal.